# Sigurd Backman
Carl Sigurd Backman, född den 9 augusti 1910 i Stockholm, död den 19 september 1978 i Ulricehamn, var en svensk läkare. Han tillhörde samma släkt som Alfred Backman.
Backman avlade studentexamen i Stockholm 1928, medicine kandidatexamen 1931 och medicine licentiatexamen vid Karolinska institutet i Stockholm 1935. Backman blev underläkare vid medicinska avdelningen och röntgenavdelningen på Sabbatsbergs sjukhus 1936, på Söderby sjukhus 1940, vid medicinska avdelningen på Sabbatsbergs sjukhus 1945, tillförordnad sanatorieläkare och centraldispensärläkare vid Sjö-Gunnarsbo sjukhus 1946 och överläkare där 1947. Han blev ordförande i Ulricehamns golfklubb 1953, i Svenska lungläkarförbundet 1956 (sekreterare 1952–1955) och styrelseledamot i Svenska lasarettsläkareföreningen 1962. Backman publicerade skrifter om tuberkulos och invärtes medicin. Han blev riddare av Nordstjärneorden 1959. Backman vilar i sin familjegrav på Norra begravningsplatsen utanför Stockholm.